# 郑州地铁8号线
郑州地铁8号线是郑州地铁一条运营中的线路，一期工程自天健湖站至鲁庙站，长51.78km，共28个站，于2024年12月27日开放试乘，12月29日正式开通运营。

## 线路走向
郑州市轨道交通8号线一期工程位于郑州市高新区、金水区、郑东新区以及中牟县，大体呈东西走向，线路起于天健湖站，之后沿科学大道向东，在长椿路路口通过郑州大学站与1号线换乘，出银屏路站后转向南，穿越正弘高新数码港地块后转入瑞达路敷设。至梧桐街后线路转入规划的甜园街向东敷设，穿越西流湖后转入规划的东风路，在电厂路设大学科技园站与规划中的9号线换乘，之后线路继续往东穿越郑州北站、京广快速路高架桥后进入东风路，在穿越京广铁路后于南阳路路口东侧通过同乐站与3号线换乘，之后线路继续沿东风路向东，于文化路路口东侧设白庙站与7号线换乘，于花园路路口通过东风路站与2号线换乘，而后在经过经三路路口东侧的枣庄站后线路下穿东风渠，并继续向东进入郑东新区。
进入郑东新区后，线路沿龙湖中环路继续向东，于众意西路路口西侧设小营站与6号线换乘，并于如意东路设龙湖中环南站与4号线换乘。通过郑大一附院东区站后转入陈岗街（原龙翔八街）继续向东，出陈岗街后向南，于平安大道路口南侧地块内设高铁公园站与12号线换乘，出站后线路穿越东风渠转至中兴路继续向南敷设，穿越七里河及郑州东站站前高架桥后，在郑州东站西广场地下通过郑州东站与1号线和5号线换乘。出站后线路下穿郑州东站南侧的国铁路基段转向东沿商都路，在博学路路口设圃田西站与3号线换乘，线路在下穿东四环高架桥、京港澳高速公路之后向北，在高速公路东侧设圃田站，并在该站北端接轨圃田车辆基地。之后线路下穿东风渠再转向东沿绿博大道（郑汴物流快速通道），在芦医庙大街路口和杨桥路路口分别设省社科院站与福泽路站，并分别与规划中的20号线和13号线换乘。经过龙王庙站之后，线路下穿贾鲁河，继续沿绿博大道向东，在绿博园和方特欢乐世界门口设绿博园站，至屏华路路口设鲁庙站，为一期工程的终点站。
8号线一期工程全长51.78km，全为地下线，设车站28座，其中3座半地下站、25座全地下站。新建与6号线的联络线401.22m。

## 车站
8号线一期工程设车站28座，各站点如下：
| 郑州地铁8号线一期工程车站列表 |                |            |                            |                |                                      |                 |
| 编号                          | 站名           | 所在行政区 | 换乘                       | 启用日期       | 结构类型                             | 站中心里程 (km) |
| 0821                          | 天健湖         | 中原区     |                            | 2024年12月29日 | 地下二层岛式                         | 13.595          |
| 0823                          | 轻工业大学     | 中原区     |                            | 2024年12月29日 | 地下二层岛式                         | 16.031          |
| 0825                          | 祥营           | 中原区     |                            | 2024年12月29日 | 地下二层岛式                         | 17.734          |
| 0827                          | 郑州大学       | 中原区     | █ 1号线                    | 2024年12月29日 | 地下三层岛式                         | 19.238          |
| 0829                          | 银屏路         | 中原区     |                            | 2024年12月29日 | 地下二层岛式                         | 21.140          |
| 0831                          | 冬青街         | 中原区     |                            | 2024年12月29日 | 地下二层岛式                         | 22.363          |
| 0833                          | 南流           | 中原区     |                            | 2024年12月29日 | 地下三层岛式                         | 23.976          |
| 0835                          | 大学科技园     | 中原区     | █ 9号线（规划）            | 2024年12月29日 | 地下三层岛式                         | 26.237          |
| 0837                          | 五龙口         | 中原区     |                            | 2024年12月29日 | 地下二层岛式                         | 27.188          |
| 0839                          | 同乐           | 金水区     | █ 3号线                    | 2024年12月29日 | 地下三层岛式                         | 29.480          |
| 0841                          | 省中医院       | 金水区     |                            | 2024年12月29日 | 地下二层岛式                         | 30.616          |
| 0843                          | 白庙           | 金水区     | █ 7号线                    | 2024年12月29日 | 地下四层岛式                         | 32.384          |
| 0845                          | 东风路         | 金水区     | █ 2号线                    | 2024年12月29日 | 地上一层地下一层（局部地下二层）岛式 | 33.565          |
| 0847                          | 枣庄           | 金水区     |                            | 2024年12月29日 | 地下二层岛式                         | 34.870          |
| 0849                          | 小营           | 金水区     | █ 6号线                    | 2024年12月29日 | 地下三层岛式                         | 37.168          |
| 0851                          | 龙湖中环南     | 金水区     | █ 4号线                    | 2024年12月29日 | 地下二层岛式                         | 39.146          |
| 0853                          | 郑大一附院东区 | 金水区     |                            | 2024年12月29日 | 地下二层岛式                         | 41.548          |
| 0855                          | 高铁公园       | 金水区     | █ 12号线                   | 2024年12月29日 | 地上一层地下二层岛式                 | 42.999          |
| 0857                          | 畅和街         | 金水区     |                            | 2024年12月29日 | 地下二层侧式                         | 44.509          |
| 0859                          | 郑州东站       | 金水区     | █ 1号线、 █ 5号线 郑州东站 | 2024年12月29日 | 地下三层平行双岛式                   | 46.665          |
| 0861                          | 圃田西         | 管城回族区 | █ 3号线                    | 2024年12月29日 | 地下二层岛式                         | 49.694          |
| 0863                          | 圃田           | 管城回族区 |                            | 2024年12月29日 | 地下一层地上一层岛式                 | 52.554          |
| 0865                          | 省社科院       | 中牟县     | █ 20号线（远期规划）       | 2024年12月29日 | 地下二层岛式                         | 56.241          |
| 0867                          | 福泽路         | 中牟县     |                            | 2024年12月29日 | 地下二层岛式                         | 58.119          |
| 0869                          | 李湖桥         | 中牟县     | █ 13号线（远期规划）       | 2024年12月29日 | 地下二层岛式                         | 59.309          |
| 0871                          | 龙王庙         | 中牟县     |                            | 2024年12月29日 | 地下二层岛式                         | 61.056          |
| 0873                          | 绿博园         | 中牟县     |                            | 2024年12月29日 | 地下二层岛式                         | 63.600          |
| 0875                          | 鲁庙           | 中牟县     |                            | 2024年12月29日 | 地下二层岛式                         | 65.046          |

## 附属设施
8号线规划新建两座车辆基地，为圃田车辆基地与梧桐街停车场。其中圃田车辆基地位于京港澳高速公路以东、郑汴物流通道以南、河沟王村地块范围内，段址呈南北向布置，北侧紧邻七里河，出入线从圃田站北侧接轨。圃田车辆基地定位为大架修车辆基地，主要承担本线与6号线列车的大架修任务，本线定临修和列检、运用、停放任务，本线材料保管和供应以及本线事故列车救援任务。梧桐街停车场位于郑州绕城高速公路以东，规划中的化工北路以西，科学大道以北所围合的地块内，与9号线沟赵车辆段南北向共址，出入线从天健湖站接轨，由南侧向北接入停车场。梧桐街停车场功能定位为停车场，主要承担本线配属列车的双周、三月检和列检、运用、停放任务。
8号线规划建设主变电所两座，分别为东风路和绿博大道110KV主变电站。

## 历史
- 2016年3月，郑州市规划局公示“郑州市轨道交通线网规划修编（2015—2050）”。根据此修编，8号线又称“R1线”，定位为市域快线，由荥阳畅园至中牟，长度为70km，共设30座车站[7]。
- 2019年3月29日，国家发改委批复“郑州市城市轨道交通第三期建设规划（2019-2024年）”，8号线一期工程获批。根据批复，8号线一期工程自银屏路站至绿博园站，线路长43.3公里，设车站23座，投资271.93亿元，项目建设工期为5年[8]。
- 2020年4月8日，郑州市发改委对外公示地铁8号线一期工程环境影响报告书，该报告书显示，出于沿线出行需求、换乘以及与新增车辆基地接轨的需要，地铁8号线一期西端终点站由银屏路站向西4站延长至天健湖站，向西延长后的线路全长50.33公里，设车站27座，建设期为2020年至2024年，总工期4.5年，总投资307.3091亿元[4][3]。
- 2023年7月30日，郑州地铁8号线丰庆路站附属土建工程分部工程、东风路站主体土建工程（地上部分）分部工程顺利通过验收[9]。

## 未来发展
根据2016年郑州市规划局公示的“郑州市轨道交通线网规划修编（2015—2050）”，8号线为由荥阳至中牟的东西向市域快线，并规划有一条长11.1公里的支线通往大孟和官渡。目前天健湖以西、绿博园以东及支线目前尚在规划阶段。